# Historia de la crítica literaria
La Historia de la crítica literaria es la disciplina de los estudios literarios de la reflexión sobre la literatura, englobando tanto las aproximaciones concretas a obras y autores particulares como el pensamiento sobre la identidad misma de la literatura y sus relaciones con otras actividades humanas. 
Cronológicamente, se pueden distinguir cinco grandes periodos:la Edad Media, la etapa del humanismo y la reacción del clasicismo, el romanticismo y el siglo XX, con su gran diversidad de tendencias.

## Antigüedad clásica

### Primeras reflexiones
Las primeras reflexiones sobre la literatura se encuentran en las obras de varios poetas griegos del siglo que intentaron elaborar lecturas alegóricas de los poemas de con el objeto de defenderos de la creciente oposición a sus respectivas teologías (oposición dirigida por los filósofos, que pretendían sustituir por otros esos textos como medio de formación de la juventud), en las que los dioses protagonizaban constantemente acciones poco edifican tes. Se introduce así, por vez primera, la idea de la literatura como un discurso que exige una interpretación especial, pues es deliberadamente hermético, lo que implica que existe una intención del autor que queda oculta por debajo de la superficie de los textos.
Superando la perspectiva pedagógica, a finales del siglo se inicia la aproximación estética a la literatura; representantes de esta nueva vía crítica son los sofismo y  en su obra Las ranas.
Por un lado expresan su valoración positiva de la estructuración armoniosa de las obras literarias, de su coherencia, y lo hacen a través del estudio de los recursos retóricos en ellas empleados. Gorgoritas, especialmente, descubre el aspecto sensorial del lenguaje y presta atención a la eficacia del discurso sobre el receptor. 

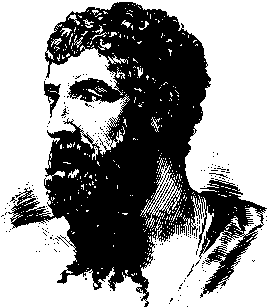
Aristófanes.

Por su parte, Aristófanes, con una idea concreta de la belleza literaria en mente y el conocimiento preciso de la retórica, es el primer autor que expone juicios directos sobre distintas obras literarias, aunque lo hace a través de su propia obra, en concreto en el texto de Las nubes. Muertos ya Sófocles, Eurípides y Esquilo, el dramaturgo utiliza imaginariamente a los dos últimos para, a través de una discusión, criticar analíticamente sus respectivas obras; el resultado es un elogio abierto a Esquilo por el didactismo y la bondad moral de sus tragedias, y una crítica a Eurípides por lo contrario. De forma general, Aristófanes critica en Las ranas el estilo ampuloso, la aparición de personajes sin relevancia y la indadecuación entre lengua y contenido; en cambio, elogia la finalidad educativa en las obras literarias, la economía en el uso del lenguaje y el respeto a la ley del decoro (personaje/lenguaje).

### Platón
Las ideas de Platón (427 - 328 a. C.) fueron precedidas por las de los sofistas, que confiaban en la poesía como una fuerza educadora, incorporando el estudio e interpretación de textos literarios a su programa educativo con el objeto de ampliar la competencia lectora del ciudadano, además de prestar alguna atención a los aspectos formales de la literatura.
Las ideas de Platón sobre la poesía no se encuentran sistematizadas en ninguna obra en concreto sino que aparecen diseminadas en varios de sus diálogos. La principal asunción del filósofo sobre el tema es la de la idea ya tradicional de que la poesía y el mythos están unidos inseparablemente; la consecuencia es que los dos están alejados de la verdad pues se basan en la imaginación de escritores como Homero y Hesíodo. Pero aunque Platón busca erradicar el mito de la poesía, aquel, paradójicamente, no lo abandona a él, como lo demuestra el hecho de que lo use en más de una ocasión en sus propios diálogos con valor explicativo. Así, Platón, frente a la costumbre de su tiempo, adopta una postura negativa frente a la poesía en tanto que privilegia a la filosofía como responsable de la educación de los ciudadanos.
En su obra La República, Platón desarrolla una argumentación metafísica para apartar a los poetas de su posición central en la sociedad de su tiempo. Básicamente, al considerar que el fin último del alma está en el alejamiento progresivo de lo meramente sensorial, la aproximación de la poesía al conocimiento a través de la inspiración es insuficiente, pues es algo pasajero.
Platón considera a la inspiración poética como un modo de acceso al conocimiento precientífico, algo incluso fruto de la enajenación mental, aunque estima que es el criterio para distinguir entre la buena y mala poesía; además, como subraya en el Ion, la inspiración es algo que afecta a todo los que tiene que ver con la poesía, y no solo a los autores: intérpretes, recitadores, auditorio, etc. El distanciamiento de la inspiración respecto de lo racional conlleva que el poeta no pueda acceder a la verdad, con lo que queda incapacitado como maestro. Además, esta consideración del autor implica que para Platón el interés en el mismo para el análisis literario es nulo; la intentio auctoris, simplemente, no existe.
Además, Platón reniega de la poesía porque es pura imitación de la realidad. Esta idea de la mímesis, que adoptará también Aristóteles, implica que la poesía es un conocimiento de segundo grado, por cuanto las cosas del mundo ya son en sí mismas copias imperfectas de las ideas o verdaderas esencias; nada, pues, más lejos de la verdad.
En definitiva, Platón considera a la poesía como un peligro moral e intelectual, por cuanto confunde los valores humanos y aleja al hombre de la verdad.
Platón aborda también el estudio de los géneros literarios en el Libro III de la República, siendo el primero que lo hace. Señala tres modalidades poética: la poesía trágica y la cómica (dialogada), el ditirambo (solo se escucha la voz del poeta) y la poesía épica (género mixto). Platón elude el tratamiento de la poesía lírica por no ser este un discurso mimético como los otros.

### Aristóteles
Aristóteles expuso sus ideas sobre la literatura, fundamentalmente, en dos obras: Retórica y Poética; además, dejó algunas alusiones en Política y en su tratado Sobre la interpretación.
El primer punto de distanciamiento respecto de Platón es la concentración de Aristóteles en los aspectos formales de la literatura, alejándose del interés del primero por las implicaciones pedagógicas de esta.
En segundo lugar, Aristóteles retoma la idea del escritor como ente consciente, de acuerdo con su interés filosófico por conocer las causas que constituyen la verdadera ciencia; el interés por la causa final o teleológica le lleva a considerar al arte como técnica, sin nada que ver con raptos divinos irracionales. Por lo demás, la técnica implica automáticamente el conocimiento.
La Poética es el "texto que puede ser considerado el primer estudio especializado y sistemático sobre el hecho poético"

### Autores griegos de la época helenística (IIIa.C. - IIId.C.)
Tras el periodo de esplendor griego, durante el periodo helenístico se abandona la aproximación a la literatura sobre la base de unos determinados principios filosóficos y se adopta una perspectiva puramente práctica basada en la percepción directa de los textos y en la experiencia de los creadores. La cuestión estilística resulta especialmente tratada en cuanto se presta atención a los efectos de las obras sobre los receptores. Los principales teorizadores griegos al respecto son Demetrio, Plutarco, Longino y Plotino.
Demetrio escribió el tratado Sobre el estilo, obra en la que sigue las ideas estilísticas de Aristóteles y Teofrasto y donde con numerosos ejemplos estudia técnicamente el estilo. Se centra, sobre todo, en la prosa y en sus unidades rítmicas (los miembros, las frases y los periodos), y la exposición de su teoría de los cuatro estilos, en la que a los ya habituales (llano o sencillo, elevado y elegante) añade el fuerte o vigoroso, adecuado para temas con cierta fuerza y que busca causar un efecto de impresión en el receptor.
Plutarco de Queronea es autor de un tratado titulado Cómo debe el joven escuchar la poesía. Muy influenciado por Platón, Plutarco realiza un acercamiento moral a la poesía, como útil al servicio educativo, y elude cualquier aproximación estética a la misma, hasta el punto de llegar a verla como una posible rival de la filosofía en la querencia de la juventud. Plutarco insiste en la idea platónica de entender que la poesía no se ocupa de la verdad, aun cuando en ocasiones pueda contener ciertas dosis de esta, razón por la cual deben los jóvenes ser bien orientados a la hora de su recepción. En este sentido, subraya que la reproducción de comportamientos innobles no significa que el poeta los defienda sino que se trata de algo presente en la vida real; por lo demás, en muchas ocasiones esas acciones vienen acompañadas de consecuencias desastrosas que ponen de relieve su carácter no ejemplar. Por lo demás, Plutarco ve la poesía como un elemento auxiliar de la filosofía, a la que ofrece ejemplos de sus enseñanzas.

' (nombre convencionalmente asignado a su autor desconocido), seguidor de las ideas de Platón, es el autor del tratado Sobre lo sublime, probablemente la primera muestra histórica de crítica impresionista. Se trata de una aproximación personal y entusiasta a distintos pasajes literarios, con el objeto de explicar el origen del placer estético que le han proporcionado como lector. 
Plotino (240-270 a. C.) De su obra, recogida bajo el nombre de Enéadas (por las nueve partes que la constituyen), destacan en relación con la crítica literaria los tratados "Sobre lo bello" y "Sobre la belleza inteligible". Plotino, convencido de que el arte permite el acercamiento al Uno, valora positivamente la mímesis y el arte en general. Así, aunque conviene con Platón en la idea de los dos mundos, considera favorablemente el arte. Plotino tiene un concepto de la belleza como algo acorporal, situado en un nivel suprasensible y no en lo material; de aquí que la belleza de las obras artísticas devenga de una previa belleza en el alma del artista. Así, concibe la mímesis como un aprovechamiento de la realidad para expresar belleza y no como imitación de la misma, y esto solo puede lograrlo un artista que posea un alma bella: su interior contiene unos arquetipos ideales que le permiten transfigurar la realidad; el concepto de mímesis queda sustituido por el de poiesis, acercándose así Plotino a Aristóteles, pues el artista es ya un crador.

### La crítica literaria en la Roma clásica
A diferencia de las aproximaciones griegas, las latinas enfocan la literatura desprovistas de intereses metafísicos o trascendentales; el interés es ahora puramente técnico, tanto en la forma como en el estilo, y con especial atención a la cuestión de los géneros y tipos de discurso. Esta perspectiva se refleja también en los propios poetas, que prestan más atención a la belleza formal de sus obras que al aspecto mimético. Consecuentemente, la retórica se aplica a la literatura y se hace a través de la atención a la elocutio, en forma de listas de figuras retóricas bien ejemplificadas. Es en esta época cuando Retórica y Poética se funden en una sola disciplina.
Además de la figura capital de Horacio, tanto Cicerón como Quintiliano realizaron aportaciones interesante a la crítica literaria de la época, aunque no dejen de ser tangenciales a la literatura propiamente dicha.
Cicerón dedica su obra El orador (46 a. C.) a la elocuencia (a la que dedica también otros dos tratados: De oratore y Brutus), en concreto a definir el mejor estilo para un orador. Cicerón destaca que no solo es necesaria una buena formación filosófica, sino también interdisciplinar y un buen dominio de los tres estilos por parte del orador para no incumplir con el principio del decoro. 
Por su parte, Quintiliano, en Institutio Oratoria (I d. C.) sistematiza todo el conocimiento acumulado sobre la retórica y, además, ofrece numerosas opiniones sobre diversos textos literarios: tras exponer la teoría que sustenta la labor de un orador, Quintiliano ejemplifica el arte de la elocuencia en autores como Homero, Eurípides, Sófocles, etc., con el objeto de recomendar su imitación (desplazando el concepto de mímesis desde la imitación de la realidad a la imitación de la realidad imitada en las obras literarias). En el futuro, la aportación de Quintiliano más relevante será la del aportar el germen para distintos métodos de exégesis textual medievales, a través de un programa educativo en el que la teoría se complementa con el análisis de textos (explicación, corrección y valoración crítica) y su imitación en los ejercicios de composición literaria.

#### Horacio y suEpístola ad Pisones
Carta escrita en verso (480) dirigida a los Pisones, hijos de un cónsul, tiene como objeto aconsejarles sobre el arte de escribir. Se trata de un trabajo asistemático, cuya importancia es, sobre todo, histórica, por cuanto constituye la única poética de la etapa romana.
Las orientaciones de Horacio tienen como fin el conseguir captar la atención del receptor. A este respecto, su poética se centra en aquellos aspectos de una obra que ayuden a mantener el interés de aquel: la coherencia interna a través del equilibrio estructural, la correspondencia entre el tema y las emociones que se intentan provocar en el receptor, la imitación de los modelos griegos, a lo que considera los auténticos maestros (por lo demás, su concepto de la mímesis es casi realista, en el sentido de que considera que la reproducción de lo cotidiano es un mecanismo para captar la atención del público), la verosimilitud y el decoro poético (por ejemplo, que cada personaje debe expresarse de acuerdo con su dignidad social).
En su Epístola, Horacio formula bajo la expresión ut pictura poesis una comparación entre la poesía y la pintura: ambas se parecen en la forma en que pueden ser disfrutadas por el público. No obstante, la comparación no va más allá, y en ningún momento se intentan identificar por su modo de representar la realidad.
Hacia el final de su epístola, Horacio introduce una reflexión teórica sobre el poeta como artista a través de tres oposiciones o alternativas dialécticas de las que se desprenden dos posturas ya clásicas sobre el arte y su función: privilegio del contenido para enseñar algo provechoso o privilegio de la forma para conseguir un efecto placentero en el receptor. Horacio defiende una postura intermedia, en tanto que parece considerar que las obras deben ser correctas y formativas en lo que respecta a su contenido pero además deben ser formalmente provocadoras de placer estético.

## Edad Media
La crítica literaria durante la Edad Media se caracteriza por privilegar la atención a los aspectos filosóficos, morales o religiosos de la literatura. Por otro lado, el concepto de originalidad se relativiza mucho, y la constante transmisión de las obras a través del medio oral, tiene como consecuencia no solo la diversificación genérica, sino también una gran inestabilidad textual que dificulta el ejercicio de la práctica crítica, que queda limitada a determinados círculos culturales muy cerrados.
La principal influencia filosófica durante la Edad Media fue la de Platón, sobre todo su teoría de la división de la realidad entre un mundo inteligible y otro visible, este copia del primero. Esta percepción de la realidad fue aplicada de alguna manera a los textos literarios, en el sentido de que se concibieron como formas indirectas de referirse a realidades superiores, esto es, se consideraron como discursos alegóricos.
Las primeras reflexiones sobre la poesía durante esta época se pueden leer en las obras de Clemente de Alejandría, Orígenes, Tertuliano y Agustín de Hipona, entre otros. La pretensión fundamental de estos autores es contraponer la verdad de la literatura a la verdad de las Sagradas Escrituras; consideran que la inspiración poética es demoníaca, lo que se observa en la oscuridad de su escritura, a diferencia de la de la Biblia, que es divina, y cuyo sentido es diáfano. 
No obstante, otros autores como Justino y Taciano, relativizan esta condena a la poesía y observan que, en el marasmo de oscuridad en que está escrita, pueden encontrarse, a pesar de todo, ciertas verdades.

### La patrística
La Patrística, o interpretación de la Biblia por parte de los llamados Padres de la Iglesia, se fundamenta en la percepción de una determinada distancia entre lo captado directamente en la lectura de los textos y la doctrina cristiana. La base retórica para superar esa distancia será la alegoría, pues se postulará un sentido figurado en los textos que conseguirá reconciliar su sentido con el de la ortodoxia doctrinal. 
La labor interpretativa de los Padres conllevará la idea de que existen cuatro sentidos en la Biblia: el literal (o histórico, el de la significación primera), el alegórico (o tipológico, que toma el Antiguo Testamento como anuncio del Nuevo), el tropológico (o moral, que interpreta moralmente el sentido literal) y el anagógico (el sentido final o correcto que concilia los textos del Antiguo y Nuevo Testamento dando como resultado la doctrina de la Iglesia).

### Crítica sobre obras profanas
- Dante

Una aplicación directa de estas ideas sobre la interpretación de la Biblia a obras profanas se encuentra en una carta de Dante (aunque la autoría está discutida), en la que realiza una interpretación alegórica de El Paraíso, una de las partes en que se compone la Divina Comedia, y hace varias referencias a la obra en general.
Las herramientas teóricas que maneja Dante son las de la escolástica, y no las de Aristóteles u Horacio. Apoyándose en la teoría de los cuatro sentido, reconoce en su propia obra varios sentidos, pero reduce al final estos a dos: el literal y el alegórico, pues considera que en su obra se pueden encontrar verdades divinas, esto es, que además de resultar placentera es útil didácticamente hablando.  
Formalmente, Dante se refiere a aspectos estructurales (dependencia de las partes respecto del todo), de género literario, la finalidad de su obra, el motivo de la misma, etc.
Dante es también el autor del tratado De vulgari eloquentia, fundamental para entender el proceso de dignificación de las lenguas romances. En él, el poeta italiano pretendió elaborar un análisis de todos los estilos y registros lingüísticos, aunque al final solo llegó a abordar el estilo sublime o trágico. Se centra en la obra de la Escuela siciliana y la de los estilnovistas, de tema amoroso. Al lado de esta poética de las lenguas vulgares, Dante presta atención también a cuestiones teóricas sobre el lenguaje: origen, identidad, historia, etc.
- Petrarca

También Petrarca, en la Carta X, 4 de Le Familiari (1349) aborda la cuestión de la alegoría como clave interpretativa de la poesía en la Edad Media; para ello, se sirve del comentario a una égloga propia, escrita en latín, y establece como principal semejanza entre el estilo teológico y el poético el uso de la alegoría. En este sentido, en su opinión, el origen de la poesía está en un uso especial del lenguaje para apelar a la divinidad.
- Boccaccio

El autor del Decamerón escribió a mediados del siglo XIV un tratado en latín titulado Vida de Dante o Trattatello in laude di Dante. Al lado de la atención biográfica que presta al poeta, Boccaccio expone una defensa cerrada de la poesía y "se sitúa además en la tradición interpretativa que persigue en los textos profanos, como en los sagrados, un segundo nivel de significación"<cita>Ibidem, pág. 126</cita>.
En su alegato por la poesía, reconoce el servicio que esta presta al poder, ensalzándolo, y señala como origen del estilo elevado que se utiliza a tales efectos el de la Biblia; consecuentemente, la poesía no deja de ser una forma de teología (y viceversa), en la que se pueden encontrar los mismos dos niveles de significación que en las Escrituras con lo que la poesía es, además, una importante fuente de conocimiento, sobre la base de una pretensión última de tipo educativa por parte de los poetas.
También es obra de Boccaccio el tratado en latín titulado Genealogiae deorum gentilium libri, una especie de manual para poetas y lectores de poesía que resultaría importante como transmisora de la mitología clásica de la Edad Media al Renacimiento. Su defensa de la poesía se basa en distintos principios: su universalidad, su antigüedad, el respeto que siempre ha concitado entre los poderosos, su origen divino que la aparta de cosas terrenales, etc., que se sintetizan en su idea de que la poesía concita tres aspectos esenciales: la verdad, la ficcionalidad y la belleza. El origen divino, por lo demás, no obsta para que la disciplina, el estudio y el trabajo del poeta sean condiciones indispensables a la hora de la creación literaria. Por último, intenta demostrar que los textos no religiosos, al ser interpretados alegóricamente, pueden reflejar la verdad cristiana.

### Autores españoles del siglo XV
La percepción de la poesía a lo largo del siglo XV se decanta por su lado lúdico, frente a tareas consideradas más serias como el adiestramiento en el manejo de las armas.
Juan Alfonso de Baena, en el prólogo al cancionero por él compilado, realiza una apología de la escritura basada en su función registradora de la memoria (opuesta, pues, a la crítica de Platón al respecto) y una defensa de la poesía basada en que en ella, aparte de deleitarse, puede uno aprender. Por otro lado, Baena reconoce el origen divino del don poético, pero entiende que este solo le llega a los capacitados para darle un buen uso.
Por su parte, el Marqués de Santillana, en su carta-prólogo al condestable de Portugal realiza un recorrido por la historia de la poesía en lenguas romances atendiendo a diversos autores y obras; además de esta parte expositiva, la carta contiene una vertiente apologética sobre la poesía en la que el marqués intenta defender la dignidad de la práctica poética sobre la base de argumentos religiosos (origen divino y presencia en la Biblia), del uso especial de la lengua que en ella se hace, de su mayor antigüedad respecto de la prosa y de su cultivo por grandes y eminentes autores. En su definición de la poesía, el marqués de Santillana combina la referencia a su ficcionalidad, a su utilidad, a su sentido alegórico y a su carácter científico (por las reglas de composición que la rigen).

## SiglosXVIyXVII
Desde los inicios del Renacimiento hasta mediados del siglo XVIII, la historia de la crítica consiste en establecer, elaborar y difundir una concepción de la literatura que, sustancialmente, es la misma en 1750 que en 1550.

Los principales modelos teóricos del clasicismo son la Poética de Aristóteles (estudiada con profusión en la época), el Ars Poetica de Horacio, los diálogos platónicos (en concreto, son importantes las ideas del furor poético y de la mímesis) y determinadas ideas retóricas (especialmente, de la obra de Quintiliano Institutio Oratoria).
Estas influencias fueron objeto de atención en los llamados Studia humanitatis, que vinieron a sustituir a la escolástica como modelo de enseñanza. Estos estudios, centrados en la gramática, retórica, poética, historia y filosofía moral, situaron a la literatura y la cultura en general en un primer plano de atención de la intelectualidad de la época. 
Se distinguen durante el Renacimiento hasta cinco tipos de fuentes de interés para la crítica literaria: las poéticas oficiales o normativas, los prólogos de distintos autores dedicados a cuestiones teóricas, los discursos en las Academias literarias, la crítica militante y la crítica inserta en obras literarias.

Los críticos renacentistas se acercan a las obras literarias con una mentalidad mucho más prescriptiva que descriptiva, pues su intención es mostrar cuáles son las reglas que hay que seguir para escribir poesía de calidad.

Los fundamentos del credo clasicista, que se irán haciendo a medida que pasa el tiempo cada vez más rígidos, se basan en la Epistola ad Pisones de Horacio y en la Poética de Aristóteles, sobre todo en lo que se refiere al respeto a la regla de las tres unidades: unidad de acción, tiempo y lugar, y a la interpretación de conceptos como catarsis, mímesis y verosimilitud.
El clasicismo manifiesta una constante defensa de la poesía sobre la base de argumentos religiosos (por su inspiración divina), de autoridad (por las figuras ejemplares que la cultivan y el interés de los poderosos por ella), educativos (por su capacidad de influir moralmente en el lector) y de su carácter universal.

### Principales posturas teóricas

#### La defensa de la poesía
- Sir Philip Sidney:
- Sir Thomas Elyot.

Autor de The Book named The Governor (1531), Thomas Elyot realiza en esta obra una encendida defensa del poder educador de la poesía aprovechando su disertación sobre las reglas de conducta que deben seguir los gobernantes. En su opinión, es esencial la lectura de los grandes autores (Homero, Aristóteles...) a muy temprana edad, siempre bajo un buen maestro que haga superar la dificultad de los mismos para un niño, pues todo puede aprenderse de esos autores de la antigüedad: no solo vocabulario sino también lecciones morales provechosas.

#### La doctrina de laImitatio auctoris
La imitación de modelos fue vista en el Renacimiento como una necesidad, en el sentido de que resultaba inviable el llegar a ser un gran escritor sin imitar a los autores relevantes del pasado. Esta imitación compuesta (por ser de varios autores y no solo de uno) incluía no solo versos sino también la técnica retórica.
- La polémica crítica a propósito de la obra de Garcilaso de la Vega

A pocos años de la muerte de Garcilaso de la Vega, y tras la publicación de sus obras, aparecieron en un plazo de seis años dos ediciones comentadas de las mismas: la de 1574 por parte de Francisco Sánchez de las Brozas (el Brocense) y la de 1580 a cargo del poeta Fernando de Herrera. Los dos comentarios se enfrentan a la obra de forma diferente: el Brocense apuesta por el señalamiento de las fuentes clásicas e italianas de la poesía garcilasiana, mientras que Herrera adopta una postura crítica entrando en la corrección de la misma, con el objeto de pulir a un escritor que considera clásico dentro de la literatura castellana y que, como tal, va a ser considerado modélico (en última instancia, la postura crítica del Brocense responde a una misma idea acerca de la poesía de Garcilaso).
Una vez establecida la obra de Garcilaso como referencia en lengua vulgar para los nuevos poetas, el petrarquismo, a través de la imitación directa o indirecta del Cancionero, se convirtió en el tópico literario más imitado de la época; su primitiva historia está recogida en la Epístola de Boscán A la duquesa de Soma.

#### El gusto por la dificultad poética
La dificultad poética como ideal literario fue una consecuencia del petrarquismo, en tanto que inmovilizado en cuanto a la inevitable fidelidad a un determinado código literario, hubo de buscar la originalidad por la vía de la intensificación de los recursos estilísticos. Este barroquismo fue el principio homogeneizador de los escritores del siglo XVII, que se repartieron entre la tendencia puramente conceptista y el culteranismo.

#### El Arte Nuevo de Lope de Vega
El Arte Nuevo de hacer comedias en este tiempo (1609) es una defensa de la libertad creadora por encima de cualquier preceptiva; Lope acude a los intereses del público para justificar su apartamiento de las normas clasicistas, aunque considera que el justo medio (horaciano y aristotélico) es una buena receta.

### El Clasicismo francés
El centro neurálgico del clasicismo francés estuvo en las distintas Academias creadas a lo largo de los siglo XVI y XVII, instituciones generadoras de un intelectualismo elitista que derivó en un discurso dogmático característico que tuvo su apogeo durante el reinado de Luis XIV (1661-1715). Entre todas esas academias destacó la Academia Francesa, llevada al rango de oficial por el cardenal Richelieu con el objeto de situar a la lengua francesa y a su literatura en el primer puesto europeo, sirviendo de pasada a los intereses propagandísticos del poder.

#### Fundamentos teóricos
El principal teórico del clasicismo fue Nicolas Boileau-Despréaux, con su Art poétique (1674), refundición en verso de ideas de otros autores, que expone una doctrina sucesora del clasicismo italiano del siglo XVI basada, por tanto, en Aristóteles y Horacio, aunque con la salvedad de que

los críticos del Renacimiento creían que había que respetar unos preceptos porque los autores de la Antigüedad los respetaron, mientras que los neoclásicos como Boileau y luego los críticos del XVIII creen que hay que seguir al pie de la letra las reglas clásicas porque las dicta el sentido com´n, la razón, y si los autores antiguos las respetaban era justamente por eso, porque la razón y el buen gusto es universal.

Siguiendo a Boileau, los fundamentos teóricos del clasicismo son los siguientes:
- Al lado de la disciplina a unas determinadas reglas compositivas, es necesario tener un talento natural para la dedicación a la literatura.
- La razón es el principio que guía al escritor e impide que este se despeñe por el libertinaje imaginativo. El arte es sobre todo técnica, un respeto a unas reglas y una constancia en la corrección de los escrito para adecuarse a las mismas, no olvidándose nunca de que, como ya sugería Longino, la obra, una vez publicada, se dirige al juicio de la posteridad.

Las reglas clasicistas, que responden a un férreo intelectualismo, están dictadas por el buen sentido y demuestran que la creación literaria es resultado de una gran disciplina con el objeto de controlar los impulsos del sentimiento. Cada género tenía sus reglas, las cuales afectaban tanto al contenido, como a la forma.
- El respeto a la regla de las tres unidades dramáticas -acción, tiempo y lugar- es también uno de los preceptos básicos del clasicismo.
- La utilidad moral de la poesía, siguiendo el precepto horaciano de aut delectare aut prodesse, esto es, de que la literatura tiene que deleitar pero también suponer un provecho de tipo moral. En todo caso, la jerarquía es clara, en el sentido de que lo principal es la enseñanza, y el placer solo se entiende como medio para llegar a esta. Por lo demás, se señala también un tercer objetivo: movere, esto es, incitar a llevar a la práctica el principio moral aprendido.